# Quileute rezervátum
A Quileute rezervátum az Amerikai Egyesült Államok északnyugati részén, Washington állam Clallam megyéjében helyezkedik el. A quileute indiánoknak otthont adó rezervátum az 1855-ös quinaulti egyezmény aláírásával jött létre. A közigazgatási feladatokat a quileute törzs tanácsa látja el.
Az USA belügyminisztériuma 1966-ban a James-szigetet a rezervátumhoz csatolta, miután kiderült, hogy az egykor az őslakosok területén feküdt.

## Fordítás
- Ez a szócikk részben vagy egészben  a   Quileute Indian Reservation című angol Wikipédia-szócikk ezen változatának fordításán alapul.  Az eredeti cikk szerkesztőit annak laptörténete sorolja fel. Ez a jelzés csupán a megfogalmazás eredetét és a szerzői jogokat jelzi, nem szolgál a cikkben szereplő információk forrásmegjelöléseként.